# 長島信用金庫
長島信用金庫（ながしましんようきんこ）は、かつて三重県北牟婁郡紀伊長島町に本店を置いていた信用金庫。

## 概要
- 本店所在地：三重県北牟婁郡紀伊長島町長島1005番地
- 事業地区：北牟婁郡（紀伊長島町）、度会郡（紀勢町錦地区、南島町）
- 店舗：本店、駅前出張所

## 沿革
- 1948年（昭和23年）7月 - 長島信用組合として設立
- 1950年（昭和25年）4月 - 長島信用協同組合に改組
- 1953年（昭和28年）6月 - 長島信用金庫に改組
- 2001年（平成13年）12月28日 - 預金保険法に基づく破綻処理を金融庁に申請
- 2002年（平成14年）6月3日 - 長島信用金庫の事業を紀北信用金庫に譲渡